# Фёдоров, Валентин Петрович
Валенти́н Петро́вич Фёдоров (6 сентября 1939, п. Жатай Якутской АССР — 12 января 2021) — российский политик, экономист, доктор экономических наук, профессор, член-корреспондент РАН (2011).
Действительный член Российской академии естественных наук и Инженерной академии России.
Поэт. Член Союза журналистов СССР, с 1992 г. — России. Член Союза писателей России.
Член КПСС до августа 1991 г. Народный депутат РСФСР.

## Биография
Окончил Московский институт народного хозяйства им. Г. В. Плеханова, где учился в 1957—1962 годах, и аспирантуру Института мировой экономики и международных отношений (ИМЭМО) АН СССР (1967).
В 1964—1985 годах работал в ИМЭМО АН СССР.
В 1987—1991 годах — проректор по международным связям Московского института народного хозяйства им. Г. В. Плеханова.
В 1991—1993 годах — губернатор Сахалинской области.
В 1993—1994 годах — заместитель министра экономики РФ, ушёл в отставку из-за несогласия с экономической политикой правительства.
В 1994—1997 годах и с февраля 1998 г. — вице-президент Российского союза промышленников и предпринимателей (РСПП).
С января 1997 г. по январь 1998 г. — председатель Правительства Республики Саха (Якутия).
С января 2000 г. — заместитель директора по научной работе Института Европы РАН.
Преподавал в Академии народного хозяйства при Правительстве Российской Федерации.
Почётный доктор в области делового администрирования университета Лойолы (Loyola University) в Лос-Анджелесе.
Был одним из доверенных лиц Б. Ельцина на президентских выборах 1991 г. и 1996 г.
Семья: жена, две дочери.
Скончался 12 января 2021 года. Похоронен в Москве на Рогожском кладбище (участок 3).

## Основные работы
- Личное потребление в ФРГ: социальная дифференциация, динамика, структура. — М. : Наука, 1974. — 183 с.
- «Капитализм и международные экономические отношения» (1979)
- ФРГ: 80-е годы : Очерки общественных нравов. — 2-е изд., доп. — М. : Международные отношения, 1988. — 285,[2] с. — ISBN 5-7133-0136-2
- «Сила экономики — в свободе» (1990)
- Крах коммунизма. Как это начиналось. — Инфра-М, 1995. — 240 с. — ISBN 5-86225-161-8
- «Россия: внутренние и внешние опасности» (2004, 2-е изд.2005.)

### Стихи
- Губернаторские романсы. — М. : Московский писатель, 1994. — 159 с. — (Библиотека поэзии «Вся Россия»). — ISBN 5-87535-001-6
- Золотые купола. — М. : Акад. поэзии : Московский писатель, 1999. — 545 с. — ISBN 5-88067-003-1